# سیوداد هیدالگو، میچوآکان
سیوداد هیدالگو (به اسپانیایی: Ciudad Hidalgo) از شهرهای کشور مکزیک است که در ایالت میچوآکان قرار دارد و جمعیت آن طبق سرشماری سال ۲۰۱۰ میلادی ۱۰۹٬۶۳۷ نفر بوده است.